# Calliptamulus natalensis
Calliptamulus natalensis är en insektsart som först beskrevs av Sjöstedt 1913.  Calliptamulus natalensis ingår i släktet Calliptamulus och familjen gräshoppor. Inga underarter finns listade i Catalogue of Life.